# Holzwarche
De Holzwarche is een beek in de Belgische provincie Luik en is een zijrivier van de Warche en is gelegen in de gemeente Büllingen in de Oostkantons.

## Verloop
De beek ontspringt in een bos ten noorden van het grensgehucht Losheimergraben. Dit is het begin van een verloop via een aantal kleine meanders in het gemeentebos van Krinkelt. Bij Wirtzfeld mondt de Holzwarche uit in de Warche en stroomt in het Meer van Bütgenbach dat gelegen is op een hoogte van 550 m. De Vallei van de Holzwarche (met wilde narcissen in de lente) is een natuurreservaat en Natura 2000-gebied.